# Alfonso Victoria Espinosa
Alfonso Victoria Espinosa de los Monteros (1 de febrero de 1985) es un deportista mexicano que compitió en taekwondo. Ganó dos medallas de oro en el Campeonato Panamericano de Taekwondo en los años 2006 y 2010.

## Palmarés internacional
| Campeonato Panamericano | Campeonato Panamericano  | Campeonato Panamericano | Campeonato Panamericano |
| Año                     | Lugar                    | Medalla                 | Categoría               |
| ----------------------- | ------------------------ | ----------------------- | ----------------------- |
| 2006                    | Buenos Aires (Argentina) | Medalla de oro          | –67 kg                  |
| 2010                    | Monterrey (México)       | Medalla de oro          | –63 kg                  |